# LoveStoned/I Think She Knows
LoveStoned/I Think She Knows è una canzone di Justin Timberlake. È il quarto singolo estratto dall'album FutureSex/LoveSounds.
Il singolo, prodotto da Timberlake, Timbaland e Danja, è stato pubblicato in Italia il 29 giugno 2007. Ai Grammy Awards 2008, il brano ha vinto nella categoria miglior canzone dance.

## Il video
Nel video Justin Timberlake è raffigurato sotto forma di un'onda in formato digitale blu. Nel video compaiono anche un cuore pulsante e una donna. Nella seconda parte del video (I Think She Knows Interlude) l'artista americano canta su uno sfondo bianco e grigio. Alcune pulsazioni azzurre sfrecciano tra le colline dietro di lui.
Il video del brano è stato girato dal regista britannico Robert Hales.

## Versioni e remix ufficiali
- "LoveStoned/I Think She Knows Interlude" (Album Version) - 7:24
- "LoveStoned/I Think She Knows Interlude" (Radio Edit) - 5:07
- "LoveStoned/I Think She Knows Interlude" (Instrumental) - 7:24
- "LoveStoned/I Think She Knows" (Tiësto Remix Radio Edit) - 3:30
- "LoveStoned/I Think She Knows" (Tiësto Remix) - 5:11
- "LoveStoned/I Think She Knows" (Kaskade Remix) - 5:56
- "LoveStoned/I Think She Knows" (Kaskade Radio Mix) 3:35
- "LoveStoned/I Think She Knows" (Don Zee Remix) - 4:34
- "LoveStoned/I Think She Knows" (Matrix & Futurebound Extended Remix) - 7:22
- "LoveStoned" (UK Radio Edit) - 3:44
- "LoveStoned" (Tiësto's Club Life Edit) - 5:51
- "LoveStoned" (Mysto & Pizzi Remix) - 5:25
- "LoveStoned" (Justice Remix) - 4:45
- "LoveStoned" (Roc Mafia Remix) - 4:54
- "LoveStoned" (Push 24 Extended Mix) - 5:31
- "I Think She Knows Interlude" (Single Interlude) - 2:29
- "I Think He Knows" (Jac&Jill Reimagining)- 4:44

## Classifiche
| Classifica (2007) | Posizione più alta |
| ----------------- | ------------------ |
| Australia         | 11                 |
| Austria           | 27                 |
| Belgio            | 12                 |
| Brasile           | 16                 |
| Bulgaria          | 1                  |
| Canada            | 6                  |
| Danimarca         | 8                  |
| Finlandia         | 7                  |
| Irlanda           | 12                 |

| Classifica (2007)                  | Posizione più alta |
| ---------------------------------- | ------------------ |
| Italia                             | 10                 |
| Paesi Bassi                        | 5                  |
| Nuova Zelanda                      | 17                 |
| Sudafrica                          | 2                  |
| Svezia                             | 9                  |
| Svizzera                           | 19                 |
| Turchia                            | 4                  |
| Regno Unito                        | 11                 |
| U.S. Billboard Hot 100             | 17                 |
| U.S. Billboard Pop 100             | 8                  |
| U.S. Billboard Hot Dance Club Play | 1                  |

## Riconoscimenti
- 2008: 1 Grammy Award come "Best Dance Recording" (Miglior Brano Dance)